# Egea (energia)
Egea è un'azienda multiservizi pubblico-privata che opera nel settore dell'energia e dell'ambiente. È leader dell'Italia "di provincia" e promuove un progetto di sviluppo sostenibile e di valorizzazione ambientale basato su competenza industriale e attenzione per il Territorio, che trova la piena realizzazione nell’azionariato del Gruppo attraverso la connessione e l’alleanza con centinaia di Imprese e con oltre 100 Comuni Soci. Il Gruppo Egea è attivo in particolare nella distribuzione di energia elettrica e gas, nei settori del ciclo idrico integrato, servizi ambientali, illuminazione pubblica, produzione di energia da fonti rinnovabili (idroelettrico, biogas, biometano, fotovoltaico), teleriscaldamento.

## Storia
La società Egea nasce nel 1956 ad Alba, in provincia di Cuneo, e ha come attività principale quella della distribuzione del gas. Il vero salto di qualità viene fatto nel 1983, con l'approdo in società dell'ingegner Emanuele Carini. Nel 1986 entra nel campo del teleriscaldamento, che diventerà una delle sue attività di punta sviluppandolo nella stessa città di Alba. Un ulteriore passo in avanti viene fatto nel 1997, allorché nella società entrano anche i Comuni serviti dalla stessa Egea. La società diventa così società a capitale misto pubblico-privato.
Negli ultimi anni la società ha avuto una notevole espansione in termini di crescita costante del valore della produzione nonché del numero dei dipendenti i quali, nel giro di un decennio, si sono decuplicati.
Tra la fine del 2022 e l'inizio del 2023, Egea ha manifestato una grave crisi di liquidità, accumulando un'esposizione debitoria molto significativa nei confronti delle banche.
Per scongiurare il collasso, è stato avviato un processo di ristrutturazione del debito e di ricerca di un partner industriale. A seguito di complesse trattative, il gruppo Iren si è fatto avanti e ha siglato un accordo per il salvataggio.
L'operazione, finalizzata nei primi mesi del 2024, ha previsto:
- La creazione di una nuova società (NewCo), partecipata al 50,1% da Iren, in cui sono confluite le principali attività industriali di Egea[4].
- I dati di bilancio consolidato evidenziano una perdita di 322.261.513 € per l'anno 2022[5] e di 3.807.407 € per il 2023[6].